# Ardisia pichinchana
Ardisia pichinchana är en viveväxtart som beskrevs av C.L. Lundell. Ardisia pichinchana ingår i släktet Ardisia och familjen viveväxter. Inga underarter finns listade i Catalogue of Life.